# Andrea Migno
Andrea Migno (Cattolica, 10 januari 1996) is een Italiaans motorcoureur.

## Carrière
Migno begon zijn motorsportcarrière in 2010 door in verschillende nationale kampioenschappen te rijden. Hij werd onder anderen zesde in de Trofeo Honda 125GP. In 2011 nam hij deel aan de FIM MotoGP Rookies Cup en eindigde hier op de twintigste plaats. Tussen 2012 en 2014 nam hij deel aan het Spaanse Moto3-kampioenschap, waarin hij achtereenvolgens 22e, achtste en zevende werd in het kampioenschap.
In 2013 maakte Migno zijn debuut in de Moto3-klasse van het wereldkampioenschap wegrace tijdens de Grand Prix van Catalonië met een wildcard op een FTR. Tevens reed hij voor hetzelfde team in de Grand Prix van Tsjechië, maar wist in beide races geen punten te behalen voor het kampioenschap.
In 2014 keerde Migno vanaf de Grand Prix van Groot-Brittannië terug in het wereldkampioenschap Moto3, maar nu op een Mahindra als vervanger van de teleurstellende Arthur Sissis. Met een achtste plaats in de Grand Prix van San Marino behaalde hij zijn eerste en enige puntenfinish van het seizoen en eindigde zo op de 25e plaats in het klassement met 8 punten.
In 2015 reed Migno zijn eerste volledige seizoen in het wereldkampioenschap Moto3 op een KTM voor het team van Valentino Rossi. Met twee negende plaatsen in de Grands Prix van Frankrijk en Aragón als beste klasseringen werd hij negentiende in de eindstand met 35 punten.
In 2016 bleef Migno aan in de Moto3 voor het team van Rossi. Hij verbeterde zich naar de zeventiende plaats in het kampioenschap met 63 punten, waarbij hij tijdens de TT van Assen en de seizoensafsluiter in Valencia een derde plaats behaalde.
In 2017 kende Migno een goede seizoensstart in de Moto3, waarbij hij in vier van de eerste vijf races in de top 10 wist te eindigen. In zijn thuisrace in Italië wist hij zijn successen voort te zetten met zijn eerste Grand Prix-overwinning.

## Statistieken

### Grand Prix

#### Per seizoen
| Seizoen | Klasse | Motor    | Team                         | Races | Winst | Podiums | Poles | SR | Ptn | Pos |
| ------- | ------ | -------- | ---------------------------- | ----- | ----- | ------- | ----- | -- | --- | --- |
| 2013    | Moto3  | FTR      | GMT Racing                   | 2     | 0     | 0       | 0     | 0  | 0   | NC  |
| 2014    | Moto3  | Mahindra | Mahindra Racing              | 7     | 0     | 0       | 0     | 0  | 8   | 25e |
| 2015    | Moto3  | KTM      | Sky Racing Team VR46         | 18    | 0     | 0       | 0     | 0  | 35  | 19e |
| 2016    | Moto3  | KTM      | Sky Racing Team VR46         | 18    | 0     | 2       | 0     | 0  | 63  | 17e |
| 2017    | Moto3  | KTM      | Sky Racing Team VR46         | 18    | 1     | 1       | 0     | 1  | 118 | 9e  |
| 2018    | Moto3  | KTM      | Ángel Nieto Team Moto3       | 18    | 0     | 1       | 0     | 0  | 84  | 11e |
| 2019    | Moto3  | KTM      | Bester Capital Dubai         | 19    | 0     | 2       | 1     | 1  | 78  | 13e |
| 2020    | Moto3  | KTM      | Sky Racing Team VR46         | 15    | 0     | 0       | 0     | 0  | 60  | 15e |
| 2021    | Moto3  | Honda    | Rivacold Snipers Team        | 18    | 0     | 3       | 2     | 1  | 110 | 10e |
| 2022    | Moto3  | Honda    | Rivacold Snipers Team        | 20    | 1     | 2       | 1     | 1  | 103 | 9e  |
| 2023    | Moto3  | KTM      | CIP Green Power              | 7     | 0     | 1       | 0     | 0  | 17  | 25e |
| 2023    | MotoE  | Ducati   | Prettl Pramac MotoE          | 2     | 0     | 0       | 0     | 0  | 2   | 20e |
| 2024    | Moto2  | Kalex    | Yamaha VR46 Master Camp Team | 1     | 0     | 0       | 0     | 0  | 0   | 39e |
| Totaal  | Totaal | Totaal   | Totaal                       | 163   | 2     | 12      | 4     | 4  | 678 |     |

#### Per klasse
| Klasse | Seizoenen | 1e GP              | 1e podium      | 1e winst    | Races | Winst | Podiums | Poles | SR | Ptn | Kampioen |
| ------ | --------- | ------------------ | -------------- | ----------- | ----- | ----- | ------- | ----- | -- | --- | -------- |
| Moto3  | 2013-2023 | Catalonië 2013     | Nederland 2016 | Italië 2017 | 160   | 2     | 12      | 4     | 4  | 676 | 0        |
| MotoE  | 2023      | San Marino 2023 R1 |                |             | 2     | 0     | 0       | 0     | 0  | 2   | 0        |
| Moto2  | 2024      | Solidariteit 2024  |                |             | 1     | 0     | 0       | 0     | 0  | 0   | 0        |
| Totaal | 2013-2024 | 2013-2024          | 2013-2024      | 2013-2024   | 163   | 2     | 12      | 4     | 4  | 678 | 0        |

#### Races per jaar
(vetgedrukt betekent pole positie; cursief betekent snelste ronde)
| Jaar | Klasse | Motor    | 1       | 2       | 3       | 4      | 5       | 6       | 7       | 8      | 9       | 10     | 11      | 12      | 13     | 14      | 15      | 16      | 17      | 18      | 19     | 20     | Pos | Ptn |
| ---- | ------ | -------- | ------- | ------- | ------- | ------ | ------- | ------- | ------- | ------ | ------- | ------ | ------- | ------- | ------ | ------- | ------- | ------- | ------- | ------- | ------ | ------ | --- | --- |
| 2013 | Moto3  | FTR      | QAT     | AME     | SPA     | FRA    | ITA     | CAT 25  | NED     | DUI    | INP     | TSJ 26 | GBR     | SMR     | ARA    | MAL     | AUS     | JPN     | VAL     |         |        |        | NC  | 0   |
| 2014 | Moto3  | Mahindra | QAT     | AME     | ARG     | SPA    | FRA     | ITA     | CAT     | NED    | DUI     | INP    | TSJ     | GBR DNF | SMR 8  | ARA DNF | JPN DNF | AUS 17  | MAL DNF | VAL 18  |        |        | 25  | 8   |
| 2015 | Moto3  | KTM      | QAT 24  | AME 12  | ARG 17  | SPA 21 | FRA 9   | ITA 15  | CAT 28  | NED 12 | DUI 21  | INP 20 | TSJ 13  | GBR 15  | SMR 13 | ARA 9   | JPN 20  | AUS DNF | MAL 24  | VAL 11  |        |        | 19  | 35  |
| 2016 | Moto3  | KTM      | QAT 17  | ARG 29  | AME 15  | SPA 11 | FRA 7   | ITA 10  | CAT 18  | NED 3  | DUI DNF | OOS 25 | TSJ 12  | GBR DNF | SMR 15 | ARA 11  | JPN 24  | AUS DNF | MAL DNF | VAL 3   |        |        | 17  | 63  |
| 2017 | Moto3  | KTM      | QAT 6   | ARG 5   | AME 12  | SPA 6  | FRA 8   | ITA 1   | CAT 8   | NED 14 | DUI 16  | TSJ 11 | OOS 21  | GBR 8   | SMR 9  | ARA 11  | JPN 13  | AUS 14  | MAL 6   | VAL 16  |        |        | 9   | 118 |
| 2018 | Moto3  | KTM      | QAT 10  | ARG 13  | AME 4   | SPA 13 | FRA 2   | ITA 5   | CAT DNF | NED 26 | DUI 12  | TSJ 20 | OOS DNF | GBR C   | SMR 9  | ARA 12  | THA 11  | JPN 13  | AUS 13  | MAL 16  | VAL 14 |        | 11  | 84  |
| 2019 | Moto3  | KTM      | QAT 14  | ARG 11  | AME 3   | SPA 10 | FRA 5   | ITA DNF | CAT DNF | NED 19 | DUI 19  | TSJ 7  | OOS 26  | GBR 17  | SMR 13 | ARA 16  | THA NC  | JPN 10  | AUS DNF | MAL DNF | VAL 2  |        | 13  | 78  |
| 2020 | Moto3  | KTM      | QAT 16  | SPA 4   | AND 22  | TSJ 14 | OOS 12  | STI 13  | SMR 10  | EMI 8  | CAT DNF | FRA 5  | ARA DNF | TER 18  | EUR 12 | VAL 7   | POR 21  |         |         |         |        |        | 15  | 60  |
| 2021 | Moto3  | Honda    | QAT DNF | DOH 4   | POR 3   | SPA 4  | FRA 11  | ITA DNF | CAT DNF | DUI 5  | NED DNF | STI 17 | OOS DNF | GBR DNF | ARA 6  | SMR 3   | AME 10  | EMI DNF | ALG 2   | VAL 18  |        |        | 10  | 110 |
| 2022 | Moto3  | Honda    | QAT 1   | INA DNF | ARG DNF | AME 3  | POR 7   | SPA 14  | FRA 10  | ITA 4  | CAT DNF | DUI 11 | NED 15  | GBR 9   | OOS 23 | SMR DNF | ARA 18  | JPN 9   | THA 7   | AUS 16  | MAL 14 | VAL 15 | 9   | 103 |
| 2023 | Moto3  | KTM      | POR     | ARG 3   | AME 19  | SPA 17 | FRA DNF | ITA 16  | DUI 15  | NED 19 | GBR     | OOS    | CAT     | SMR     | IND    | JPN     | INA     | AUS     | THA     | MAL     | QAT    | VAL    | 25  | 17  |
| 2023 | MotoE  | Ducati   | FRA1    | FRA2    | ITA1    | ITA2   | DUI1    | DUI2    | NED1    | NED2   | GBR1    | GBR2   | OOS1    | OOS2    | CAT1   | CAT2    | SMR1 NC | SMR2 14 |         |         |        |        | 20  | 2   |
| 2024 | Moto2  | Kalex    | QAT     | POR     | AME     | SPA    | FRA     | CAT     | ITA     | NED    | DUI     | GBR    | OOS     | ARA     | SMR    | EMI     | INA     | JPN     | AUS     | THA     | MAL    | SOL 25 | 39  | 0   |